# Pseudobarbus afer
Pseudobarbus afer là một loài cá trong họ Cyprinidae. Chúng là loài đặc hữu của Nam Phi.